# あしびきの山の雫に
『あしびきの山の雫に』（あしびきのやまのしずくに）は、宝塚歌劇団のミュージカル作品。作・演出は柴田侑宏。
7世紀の宮廷を舞台とした古代ロマン作品。

## 概要
同じく柴田による「あかねさす紫の花」の姉妹編として書かれた作品で、更に柴田は「あしびきの…」に続く時代の作品「たまゆらの記」も執筆して、「あかねさす…」からの3部作のつもりで書いたと述べている。「あしびきの…」と「たまゆらの記」はそれぞれ別の作品ではあるが、以上に述べた作品の性質により、当項目では共に扱うこととする。
「あしびきの山の雫に」では壬申の乱や大津皇子の乱（686年）、「たまゆらの記」では長屋王の変（729年）と古代史上に名高い政治事件を物語に取り入れ、その周辺に息づく人物を描いているのが特徴となっている。
「あしびきの山の雫に」は1982年の月組作品。「たまゆらの記」は1988年雪組公演として初演、更に翌1989年雪組が出演者を入れ替えて地方公演している。

## あしびきの山の雫に
「あかねさす紫の花」（中大兄皇子・大海人皇子と額田女王の恋愛模様を描いた作品）の後の時代を描いた作品で、天武天皇となった大海人とその子、大津皇子が中心。

### あらすじ
大海人皇子は皇位をめぐる壬申の乱に勝ち、天武帝として即位、天皇は鵜野皇后（後の持統天皇）と共に政治改革を進める。また天皇の後継者選びも課題となり、皇子たちのうち、文武に秀で、明るい性格の大津皇子に天皇は目をかけるが、鵜野は自分の子・草壁皇子（草壁と大津は異母兄弟）を皇太子にするため大津の大器ぶりに危機感を抱く。そんな中で大津は宮廷に仕える美少女・石川郎女（いしかわのいらつめ）と恋を語るなど、青春を謳歌していたが、天武天皇はやがて崩御、天皇の死後、草壁の地位を磐石にするため、鵜野は大津の排除を決意する…。

### 詳細
- 上演：1982年2月5日 - 3月16日[4][5]（新人公演：3月5日[6]）、宝塚大劇場。同年7月1日 - 7月27日[7][8]（新人公演：7月21日[6]）、東京宝塚劇場にて。伴演作はグランドショー『ジョリー・シャポー[4][5][7][8]』
- 宝塚の形式名は「万葉ロマン[4]」で15場[4]。
- 出演・天武帝：榛名由梨[6]／大津皇子：大地真央[6]／石川郎女：黒木瞳[6]／鸕野讃良：条はるき[6]／額田王：五條愛川
  - なおこの公演に平行して行われた新人公演[6]は天武帝：剣幸／大津皇子：郷真由加／石川郎女：梢真奈美／鸕野讃良：優ひかりが配役された。

榛名は「あかねさす…」初演の際には大海人の兄・中大兄皇子を演じていた。
月組トップ娘役であった五條のサヨナラ公演であり、また天武天皇を演じた榛名の月組男役トップスターとしての最後の作品（専科へ組替えの為）となった。

### スタッフ（1982年・宝塚大劇場）
- 音楽[9]：寺田瀧雄、吉崎憲治
- 音楽指揮：十時一夫[9]
- 振付・殺陣：花若春秋[9]
- 装置：黒田利邦[9]
- 衣装[9]：任田幾英、中川菊枝
- 照明：今井直次[10]
- 音響：松永浩志[10]
- 小道具：上田特市[10]
- 効果：扇野信夫[10]
- 合唱指導：十時一夫[10]
- 演技アシスタント：美吉左久子[10]
- 演出助手：正塚晴彦[10]
- 制作[10]：橋本雅夫、山田謙二

## たまゆらの記
「あしびきの…」の更に後の時代、天武天皇の曾孫（長屋王の子）・安宿王（あすかのきみ）を主人公とする。長屋王たち皇族と藤原氏の争い渦巻く宮廷を舞台に、安宿王と、権力をふるう藤原氏の娘・安宿媛（あすかひめ／後の光明皇后）との悲恋（この恋愛は柴田がイメージをふくらませて執筆）を描く。音楽は「あしびきの…」に続き寺田の手になる。
なおこの時期に長屋王の邸宅跡地が発見され、大きな話題となったが、本作品では長屋王は脇役である。

### あらすじ
8世紀の宮廷、安宿王、安宿媛、首皇子（おびとのみこ／後の聖武天皇）たちは幼なじみとして育ち、安宿王と安宿媛はいつも喧嘩しながらも惹かれあっていた。やがて彼らは成長、藤原氏は皇太子となった首に安宿媛を嫁がせることを取り決める。首は安宿媛の想いを知りながら媛を迎えることに同意し、安宿媛は首に嫁ぐ。傷心の安宿王は政治に専念して活躍するようになるが、長屋王たち皇族と藤原氏の争いが激化、藤原氏は長屋王の征討に乗り出し、安宿王にも危機が迫る…。

### 詳細
宝塚・東京
- 1988年公演は7月1日 - 8月9日[1]（新人公演は7月19日[11]） 、宝塚大劇場。同年11月3日 - 11月29日[2]（新人公演は11月15日[12]）、東京宝塚劇場にて上演。形式名は「王朝ロマン[1][2]」。13場[1][2]。伴演作はダイナミック・ショー『ダイナモ!』
- 出演・安宿王（あすかのきみ）：平みち[1][2]／安宿媛（あすかのひめ）：神奈美帆[1][2]／首皇子（おびとのみこ）：杜けあき[1][2]／藤原真人：一路真輝[1][2]／元正帝（げんしょうてい）：真咲佳子[1][2]／長屋王：沙羅けい[1][2]／藤原不比等・藤原武智麻呂：北斗ひかる[1][2]／橘三千代：仁科有理[1][2]／藤原房前：箙かおる[1][2]／藤原宇合：古代みず希[1][2]／藤原麻呂：飛鳥裕[1][2]／黄文王：安輝ひさと[1][2]／藤原仲麻呂：奈々央とも（宝塚）[1][2]、高嶺ふぶき（東京）[13]／瀬田媛：鮎ゆうき（宝塚）[1][2]、桂あさひ（東京）／長娥子：花鳥いつき[1][2]／伽羅（きゃら）：明都ゆたか[1][2]／三津岐：紫とも（宝塚）[1][2]、鮎ゆうき（東京）[14]
  - 雪組トップコンビ、平・神奈の退団公演となった。
  - なおこの公演に平行して行われた新人公演は安宿王：一路真輝[11][12]／安宿媛：鮎ゆうき[11][12]／首皇子：高嶺ふぶき[11][12]／藤原槙人：多彩しゅん[11][12]／元正帝：美月亜優[11][12]／長屋王：醍代かつら[11][12]／藤原不比等・藤原武智麻呂：慶一花[11][12]／橘三千代：紫とも（宝塚）[11]、桂あさひ（東京）[12]／伽羅：桂あさひ（宝塚）、筑紫野あや（東京）[12]が配役された。

地方公演
- 1989年地方公演は4月15日 - 5月7日[3]の間、東海地方と福岡市にて上演。伴演作はダイナミック・ショー『ダイナモ!』
- 出演・安宿王：杜けあき[3]／安宿媛：鮎ゆうき[3]／首皇子：一路真輝[3]／藤原槙人：轟悠[3]／長屋王：沙羅けい[3]／元正帝：真咲佳子[3]／橘三千代：仁科有理[3]／藤原不比等・武智麻呂：北斗ひかる[3]
- 公演場所[3]・4月15日：一宮／4月16日：多治見／4月18日：竜ヶ崎／4月20日：伊勢崎／4月21日：浦和／4月22日：市川／4月23日：茅ヶ崎／4月25日：和歌山／4月27日：松阪／4月28日：知多／4月29日：大津／4月30日：瀬戸／5月2日-5月7日：福岡市民会館

### スタッフ（1988年）
スタッフ名の後ろに「宝塚」「東京」の文字がなければ両劇場共通。
- 作曲・編曲：寺田瀧雄[1]
- 音楽指揮：野村陽児（宝塚）[1]、伊沢一郎（東京）[2]
- 振付[1]：花若春秋、花柳萩
- 装置：大橋泰弘[1]
- 衣装[1]：任田幾英、中川菊枝
- 照明：今井直次[1]
- 音響監督：松永浩志[1]
- 小道具：榎本満春[1]
- 効果：扇野信夫[1]
- 演出補：正塚晴彦[1]
- 舞台進行：川口俊一[1]
- 制作：高野賢一[1]
- 製作担当：前田昭（東京）[2]